# Diagnostický ústav

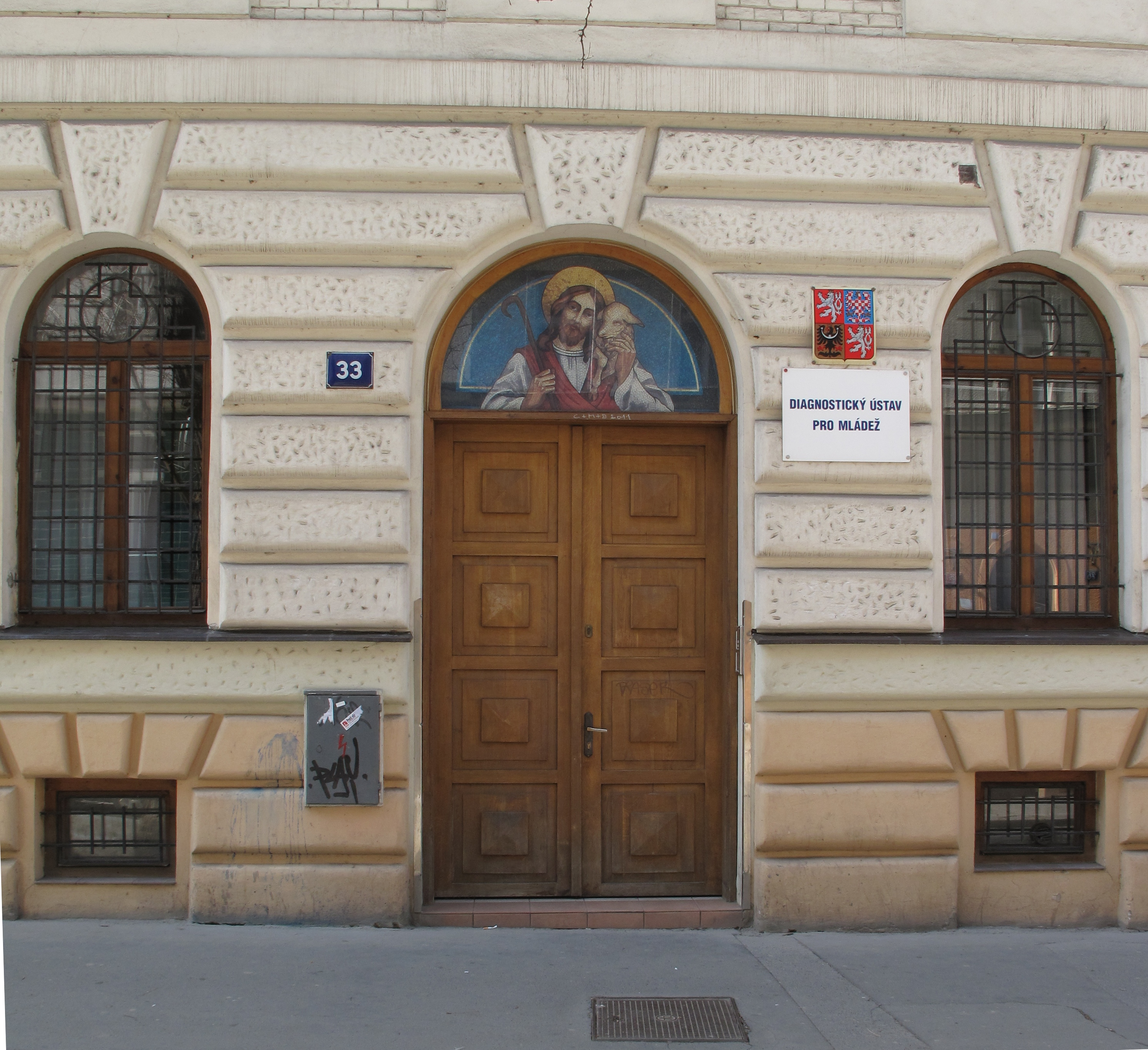
Diagnostický ústav pro mládež Lublaňská 33, Praha 2

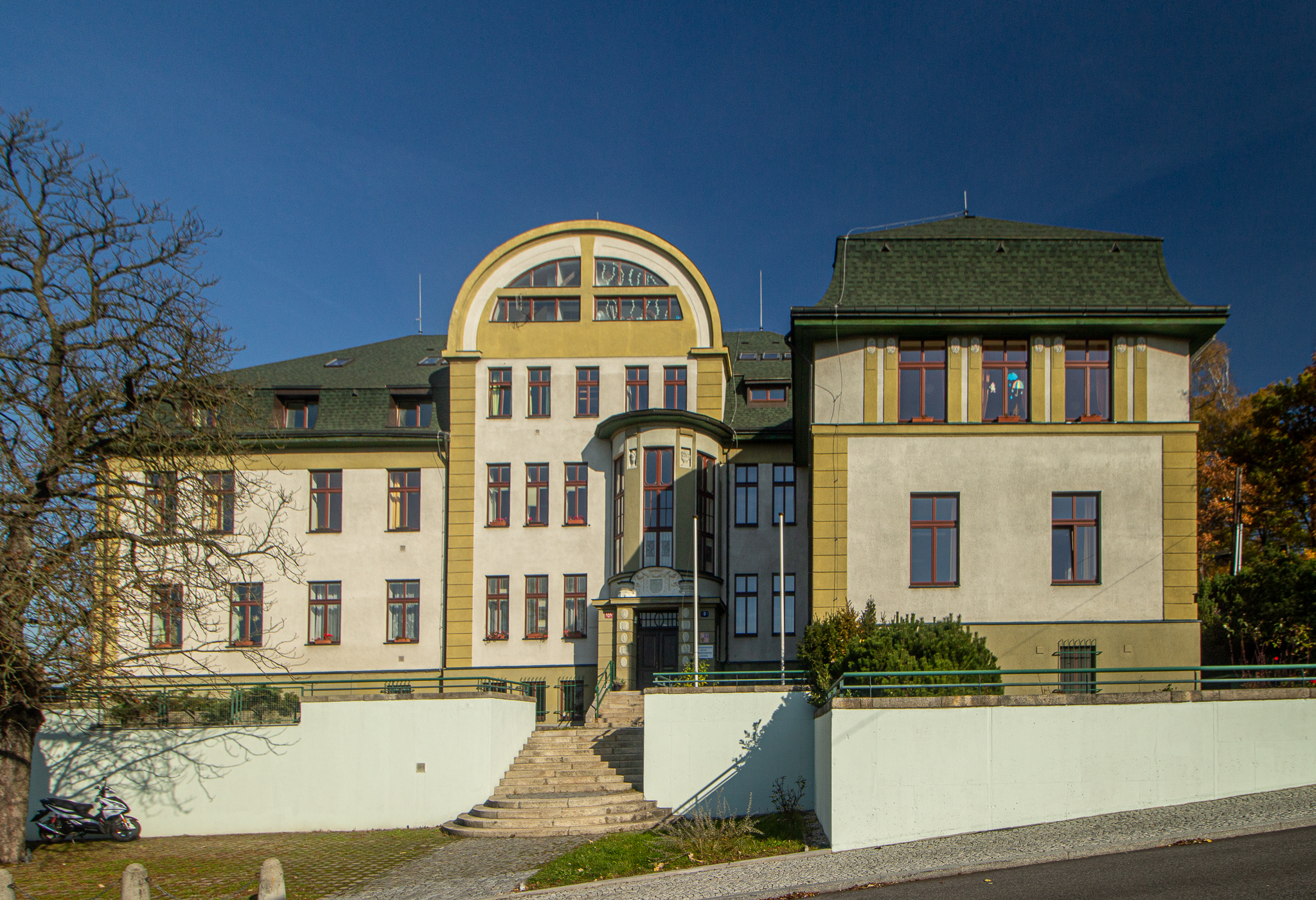
Diagnostický ústav v Liberci

Dětský diagnostický ústav je v českém školském a výchovném systému zařízení definované zákonem č. 109/2002 Sb..
Dětský diagnostický ústav se liší od výchovného ústavu, kam jsou umisťováni mladiství od 15 let se závažnými poruchami chování.

## Historie
V 50. letech 20. století se pro podobná zařízení používalo označení záchytný dětský domov, v letech 1962–1971 třídící dětský domov, označení dětský diagnostický ústav je podle organizačních směrnic ministerstva školství používáno od školního roku 1971/1972.
Diagnostický ústav je internátní výchovné zařízení, které z hlediska psychologického a pedagogického komplexně vyšetřuje děti a mládež. Dětský diagnostický ústav je pro děti ve věku od 3 let do ukončení povinné školní docházky. Diagnostický ústav pro mládež je pro věkovou kategorii od ukončení povinné školní docházky do 18 let, popřípadě zletilých osob do 19 let věku.
Děti jsou umísťovány do Diagnostického ústavu na základě předběžného opatření soudu, na základě rozhodnutí soudu o nařízení ústavní nebo ochranné výchovy.
Diagnostický ústav také poskytuje po přechodnou dobu výchovnou péči dětem s nařízenou ústavní či ochrannou výchovou zadrženým na útěku od rodičů nebo z jiných institucí odpovědných za jejich výchovu.
Vlastní pobyt se pak realizuje zpravidla po dobu dvou měsíců nebo do doby, kdy proběhne soudní řízení, které pobyt ruší či mění. Během této doby probíhá komplexní diagnostika, na jejím podkladě a na základě soudního rozhodnutí, jsou děti a mládež dále umisťovány zpět do rodiny nebo do zařízení náhradní rodinné péče. Jedná se o různé typy dětských domovů, dětských domovů se školou a výchovných ústavů.
Během diagnostického pobytu jsou děti a mládež podrobeny komplexnímu vyšetření - psychologickému, speciálněpedagogickému, zdravotnímu a současně probíhá i sociální šetření.
Na tomto základě je pak v  průběhu pobytu každého klienta vypracován individuální program pomoci, obsahující charakteristiku specifických potřeb klienta, návrhy doporučených metod, přístupů a prognózu dalšího vývoje. Klientům neurotickým, psychicky nebo fyzicky týraným a zneužívaným je poskytnuta odpovídající odborná péče.
Diagnostický ústav plní podle potřeb dítěte úkoly:
a) diagnostické, spočívající ve vyšetření úrovně dítěte formou pedagogických a psychologických činností,
b) vzdělávací, v jejichž rámci se zjišťuje úroveň dosažených znalostí a dovedností, stanovují a realizují se specifické vzdělávací potřeby v zájmu rozvoje osobnosti dítěte přiměřeně jeho věku, individuálním předpokladům a možnostem,
c) terapeutické, které prostřednictvím pedagogických a psychologických činností směřují k nápravě poruch v sociálních vztazích a v chování dítěte,
d) výchovné a sociální, vztahující se k osobnosti dítěte, k jeho rodinné situaci a nezbytné sociálně-právní ochraně dětí; podle potřeby zprostředkovává zdravotní vyšetření dítěte,
e) organizační, související s umísťováním dětí do zařízení v územním obvodu diagnostického ústavu vymezeném ministerstvem, popřípadě i mimo územní obvod; spolupracuje s orgánem sociálně-právní ochrany dětí při přípravě jeho návrhu na nařízení předběžného opatření, které bude vykonáváno v diagnostickém ústavu nebo v jiném zařízení a při přípravě vyjádření pro soud ohledně určení zařízení pro výkon ústavní výchovy, do kterého má být dítě s nařízenou ústavní výchovou umístěno,
f) koordinační, směřující k prohloubení a sjednocení odborných postupů ostatních zařízení v rámci územního obvodu diagnostického ústavu, k ověřování jejich účelnosti a ke sjednocení součinnosti s orgány státní správy a dalšími osobami, zabývajícími se péčí o děti.
V České republice působí v současnosti 14 diagnostických ústavů, jejichž zřizovatelem je MŠMT.